# Филиппа Елизавета Орлеанская
Филиппа Елизавета Шарлотта Орлеанская (фр. Philippine-Élisabeth d'Orléans), мадмуазель де Божоле (фр. Mademoiselle de Beaujolais; 18 декабря 1714, Версаль — 21 мая 1734, Париж) — французская принцесса из Орлеанского дома Бурбонов, дочь Филиппа II, герцога Орлеанского. Умерла от оспы в 19 лет.

## Жизнь
Филиппа Елизавета была пятой выжившей дочерью в семье и была известна как мадемуазель де Божоле. Её назвали в честь бабушки и дедушки по отцовской линии, Филиппа I Орлеанского и Елизаветы Шарлотты Пфальцской. Она воспитывалась в монастыре со своей младшей сестрой Луизой Дианой Орлеанской. Её бабушка, Елизавета Шарлотта Пфальцская, была очень привязана к своей внучке; она почти каждый день навещала её во дворце в Париже.
С 1715 года отец Филиппы Елизаветы был фактическим правителем Франции как регент малолетнего короля Людовика XV. В 1718 году между Францией и Испанией разразилась Война четверного альянса. В 1720 году король Испании Филипп V хотел заключить мир и предложил тройной брак; его 3-летняя дочь, инфанта Марианна Виктория, выйдет замуж за 15-летнего Людовика XV; его старший сын и наследник, инфант Луис, женится на одной из дочерей регента; а Филиппа выйдет замуж за инфанта Карла, младшего сына Филиппа V. В 1721 году её 11-летняя сестра прибыла в Мадрид.
Её будущий муж должен был стать правителем Тосканы, поскольку его сводный брат Луис был наследником престола Испании. Приданое составило 400 тысяч экю от короля Франции, 40 тысяч экю от её отца и 50 тысяч экю в драгоценностях от короля Испании. Было также много подарков от короля Людовика XV. Регент и герцог Шартрский проводили её до Бур-ла-Рейна, как и Луизу Елизавету годом ранее. Её также сопровождал сводный брат Жан-Филипп-Франсуа Орлеанский.
В Буитраго-дель-Лосоя она встретилась с королевской семьёй, включая короля Филиппа V, королеву Изабеллу, свою сестру, принца Астурийского Луиса и своего жениха инфанта Карлоса.
Её отношения с сестрой никогда не были хорошими, но испортились ещё больше, когда очаровательная Филиппа привела в восхищение весь испанский двор своей красотой и острым умом. Её помолвка с Карлом была позже расторгнута и она вернулась во Францию в 1728 году. Отъезд Филиппы опечалил двор, потому что в отличие от её старшей сестры Луизы Елизаветы, которая никогда не была популярна при дворе, мадмуазель де Божоле пользовалась популярностью.
Когда её бывший жених стал герцогом Пармским в 1731 году, надежды Филиппы и её матери на брак возродились. Её мать отправилась к маркизу де Бисси, послу Франции в Парме, от которого узнала, что Карл предан своей несостоявшейся невесте и трепетно хранит кольцо, подаренное ему Филиппой. При поддержке герцогини Орлеанской, де Бисси отправился к самому инфанту, который сообщил о своём желании жениться на Филиппе и просил его сделать для этого всё возможное.
В 1733 году разразилась Война за польское наследство, что привело к изменению международных отношений. Позднее эта война сделала Карла королём Обеих Сицилий. Филиппа не увидела того дня, когда её возлюбленный стал королём: она тихо жила во дворце в Баньоле, где умерла от оспы в возрасте 19 лет. Французский писатель Матьё Маре писал о смерти принцессы:
Все рыдают, и я тоже; она была очаровательной принцессой.
Она была похоронена в Валь-де-Грасе в день своей смерти.